# Fátima Blázquez
Fátima Blázquez (Salamanca, 14 de mayo de 1975) es una exciclista profesional española. Comenzó a destacar en 1994 cuando con solo 19 años fue segunda en el Campeonato de España en Ruta. Ha sido una de las pocas ciclistas españolas en conseguir una etapa en el Giro de Italia Femenino consiguiendo este hecho en la novena (y última) etapa de la edición del 2002. También ha participado en pruebas aisladas de bicicleta de montaña sobre todo en 2005 obteniendo la tercera posición en la prueba no oficial del Campeonato de España de Maratón, año donde ganó y obtuvo otros buenos resultados en otras pruebas no profesionales de esa especialidad.
Como ciclista de carretera, especialidad donde destacó y fue profesional, además de sus victorias y buenos resultados participó en 8 mundiales consecutivos (desde el 1993 hasta el 2000) y 2 Juegos Olímpicos consecutivos (1996 y 2000).
Tras su retirada en 2010 se ha dedicado a participar en marchas cicloturistas y de aventura y triatlones de forma no profesional además de al entrenamiento y preparación física de deportistas.

## Palmarés
1994 (como amateur)
- 2.ª en el Campeonato de España en Ruta

2001
- 1 etapa de la Emakumeen Bira

2002
- 1 etapa del Giro de Italia Femenino

2004 (como amateur)
- 2.ª en el Campeonato de España en Ruta

2008 (como amateur)
- 2.ª en el Campeonato de España en Ruta

## Equipos
- ? (?-1998)
- Alfa Lum (1999-2000)
  - Alfa Lum-William Aurora (1999)
  - Alfa Lum-RSM (2000)
- SC Michela Fanini Record Rox (2001)